# Елстерхајде
Елстерхајде или Халштроска Хола (њем. Elsterheide, глсрп. Halštrowska Hola) општина је у њемачкој савезној држави Саксонија. Једно је од 63 општинска средишта округа Бауцен. Према процјени из 2010. у општини је живјело 3.822 становника. Посједује регионалну шифру (AGS) 14625120.

## Географски и демографски подаци
Елстерхајде се налази у савезној држави Саксонија у округу Бауцен. Општина се налази на надморској висини од 128 метара. Површина општине износи 126,8 km². У самом мјесту је, према процјени из 2010. године, живјело 3.822 становника. Просјечна густина становништва износи 30 становника/km².